# Halimium lasianthum
Halimium lasianthum (falsa rosa del sol de Lisboa o la jara lanuda) es una especie  de planta herbácea perteneciente a la familia Cistaceae. 

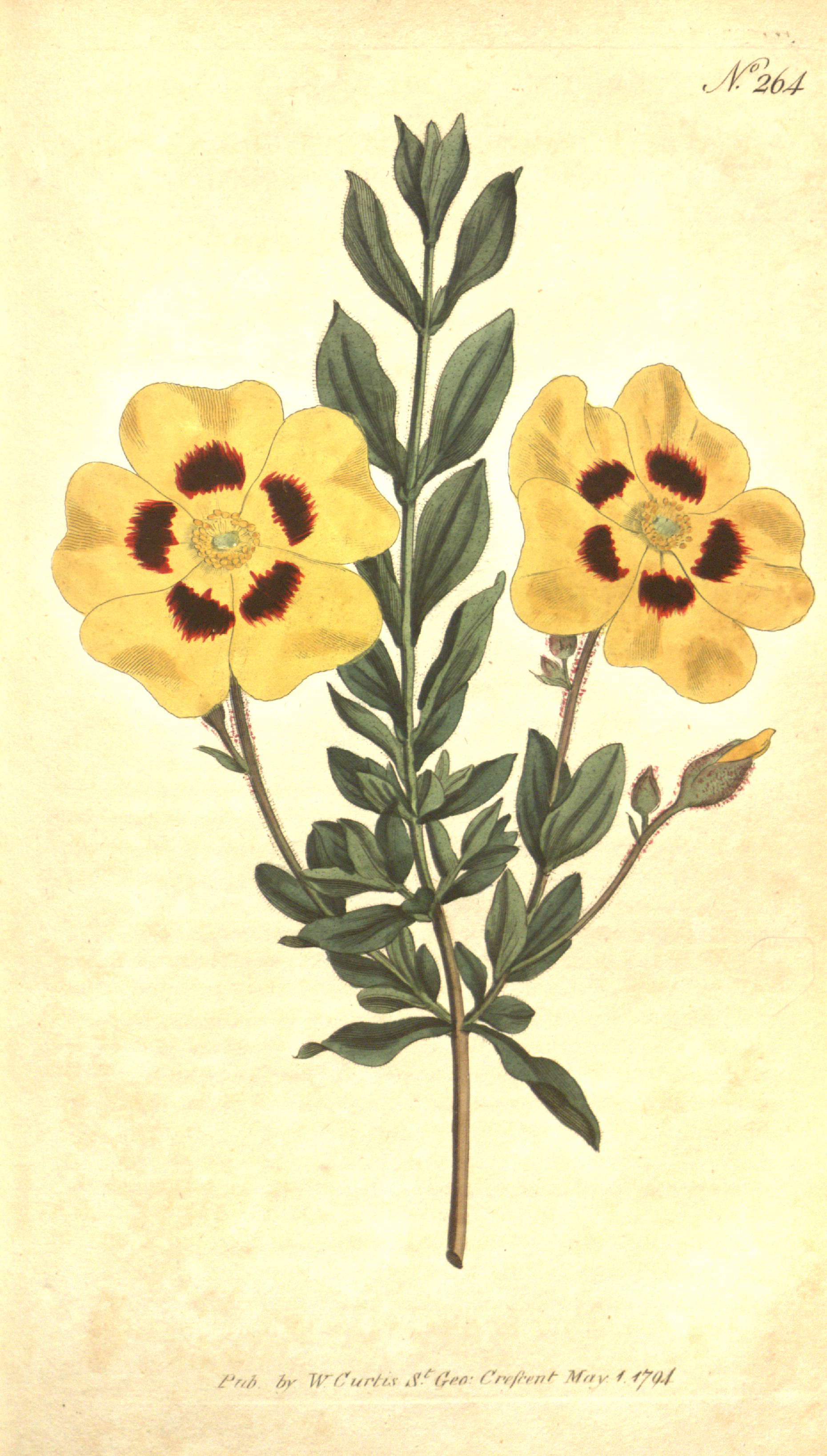
Ilustración

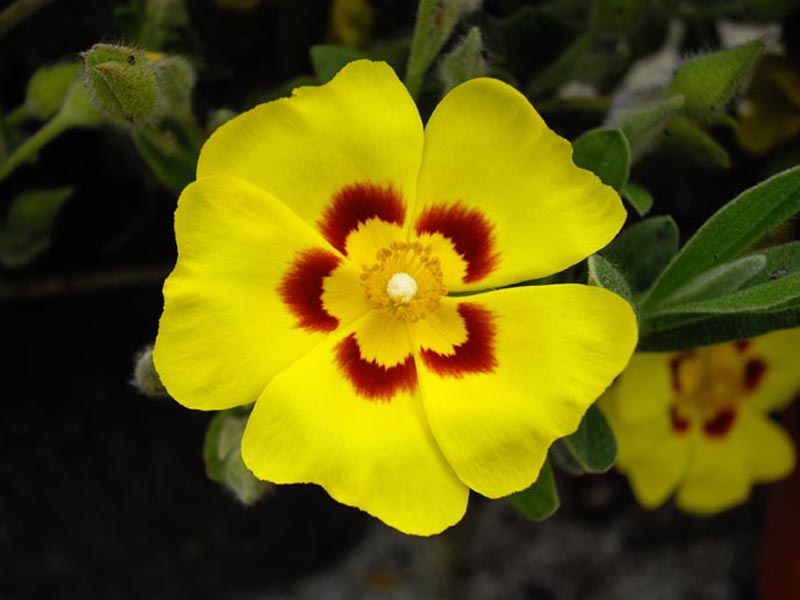
Detalle de la flor

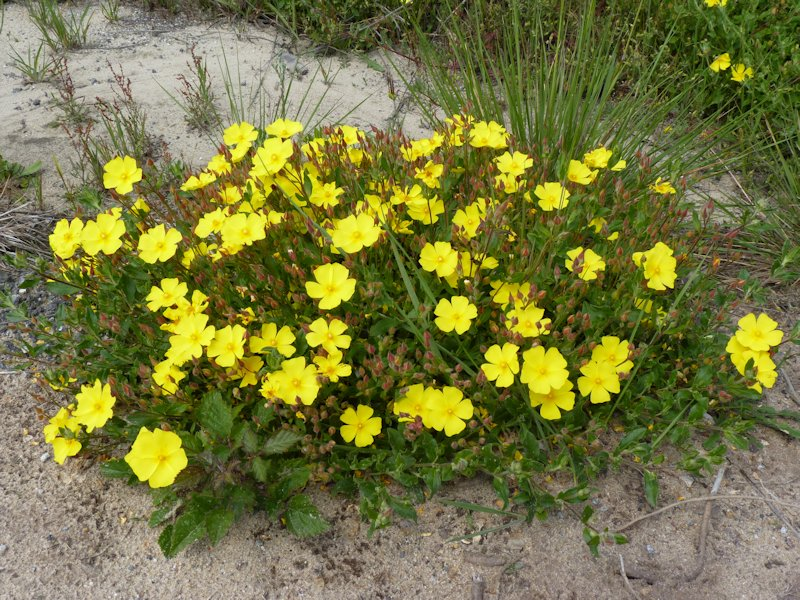
En su hábitat

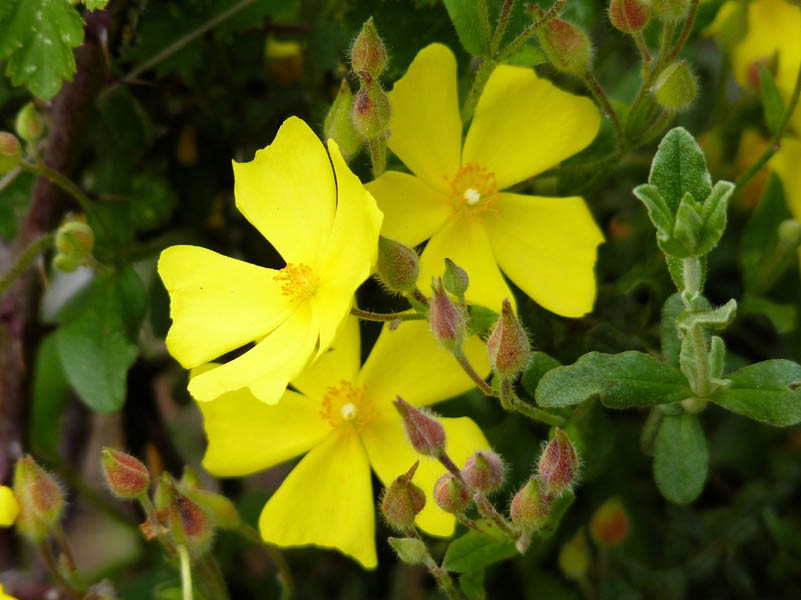
Flores

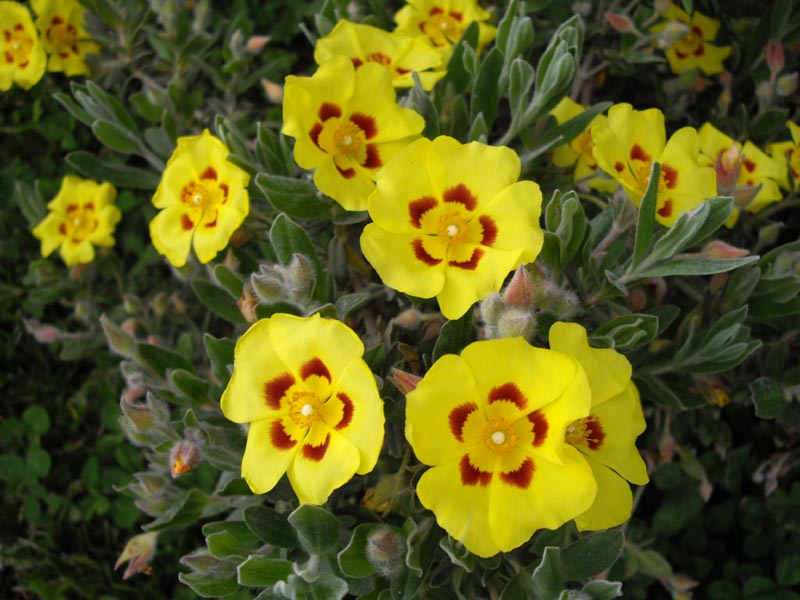
Flores

## Descripción
Sufrútice o arbusto de hasta 1,5(2) m de altura, muy ramoso, de erguido a ± pulvinular; ramillas densamente cubiertas de un tomento cinéreo-satinado o cinéreo, formado principalmente de pelos estrellados de brazos muy largos, acompañados de pelos simples unicelulares, aislados o fasciculados, y a veces de pelos simples pluricelulares glandulíferos y rojizos. Hojas de las ramas estériles 5-40 × 2-16 mm, cortamente pecioladas, de ± oblongo-ovadas o ± oblongo-lanceoladas a casi redondeadas, subagudas u obtusas, planas, onduladas o de margen a veces ligeramente revoluto, con el nervio central muy marcado y el esbozo de otros 2, muy tomentosas en ambas caras, de haz con pelos estrellados ± densos y pelos simples unicelulares, aislados y fasciculados, y envés con pelos estrellados densos, acompañados, a veces, de pelos simples unicelulares, aislados y fasciculados, y de pelos simples pluricelulares glandulíferos y rojizos; las de las ramas fértiles, de 7-31 × 4-11 mm, de ovadas a oblongo-lanceoladas, sésiles, planas, en general trinervias, de haz con pelos simples unicelulares, aislados y fasciculados, y pelos estrellados hacia el ápice, y envés con denso tomento de pelos estrellados, con algunos pelos simples unicelulares, aislados y fasciculados, a veces con pelos simples pluricelulares glandulíferos y rojizos en ambas caras. Inflorescencia en cimas ± densas, cortamente pedunculadas, de (1)2-3(5) flores cada una; pedicelos muy tomentosos, con densos pelos estrellados, más pelos simples unicelulares, aislados y fasciculados, a veces con pelos simples pluricelulares glandulíferos y rojizos. Sépalos 3 –muy rara vez con epicáliz de 1-2 piezas mucho más pequeñas y en parte concrescentes–, de 3,5-17 mm, acrescentes en la fructificación, ovados, agudos o acuminados, muy tomentosos, con pelos estrellados en general densos, pelos simples unicelulares, aislados y fasciculados, y a veces con pelos simples pluricelulares glandulíferos y rojizos. Pétalos (7)10-20 mm, amarillos, con o sin una mancha pardusca en la base. Estigma sésil, capitado. Cápsula 4-10 mm, ovoidea, ± densamente cubierta de pelos estrellados y pelos simples unicelulares fasciculados, inclusa en el cáliz. Semillas 1-1,5 mm dé diámetro, tuberculadas, de un color castaño negruzco.

## Distribución y hábitat
Se encuentra en el SW de Francia, península ibérica y extremo N de Marruecos.

## Taxonomía
Halimium lasianthum fue descrita por (Lam.) Spach y publicado en Annales des Sciences Naturelles; Botanique, sér. 2, 6: 366. 1836.
Citología
Número de cromosomas de Halimium lasianthum (Fam. Cistaceae) y táxones infraespecíficos: n=9; 2n=18
Etimología
Halimium: nombre genérico que proviene del griego hálimon, latinizado halimon = principalmente la orgaza o salgada (Atriplex halimus L., quenopodiáceas). Seguramente Dunal creó este nombre seccional del género Helianthemum, porque una de sus especies más características –Halimium halimifolium (L.) Willk.; Cistus folio Halimi de Clusio– tiene las hojas semejantes a las del halimon.
lasianthum: epíteto latino que significa "con flores lanosas".
Variedad aceptada
- Glandora prostrata subsp. lusitanica (Samp.) D.C.Thomas

Sinonimia
- Cistus alyssoides Lam.
- Cistus canus var. lusitanicum L.
- Cistus cheiranthoides Lam.
- Cistus formosus Curtis
- Cistus involucratus Lam.
- Cistus lasianthus Lam.
- Cistus occidentalis [Willk.] Amo
- Cistus scabrosus Sol. in W.T. Aiton
- Halimium alyssoides (Lam.) K. Koch
- Halimium cheiranthoides (Lam.) K. Koch
- Halimium eriocephalum Willk.
- Halimium formosum (Curtis) Willk.
- Halimium occidentale Willk.
- Halimium scabrosum var. canescens Samp.
- Halimium scabrosum (Sol.) Samp.
- Halimium ternifolium (Colmeiro & Willk.) K. Koch
- Helianthemum alyssoides (Lam.) Dum. Cours.
- Helianthemum canum var. lusitanicum (L.) Samp.
- Helianthemum cheiranthoides (Lam.) Pers.
- Helianthemum formosum (Curtis) Dunal in DC.
- Helianthemum halimifolium var. formosum (Curtis) Dum. Cours.
- Helianthemum involucratum (Lam.) Pers.
- Helianthemum lasianthum (Lam.) Pers.
- Helianthemum microphyllum (DC.) Sweet
- Helianthemum occidentale Samp.
- Helianthemum rugosum var. microphyllum DC. in Lam. & DC.
- Helianthemum rugosum Dunal in DC.
- Helianthemum scabrosum (Sol.) Dum. Cours.
- Helianthemum ternifolium Colmeiro & Willk.
- Stegitris lasianthus (Lam.) Raf.[6][7]

## Nombres comunes
- Castellano:   carpanzo, chaguazo, charguazo, jaguarzo,  carpaza, carpaza amarilla, carpazo, carquesa, carquesia, jaguarzo, jaguarzo blanco.[7]